# أوملوب فان هيت هاجيلاند 2022
أوملوب فان هيت هاجيلاند 2022 (بالفرنسية: Omloop van het Hageland 2022)‏ هو سباق دراجات هوائية، وهو الموسم رقم 17 من أوملوب فان هيت هاجيلاند، وأقيم في 27 فبراير 2022، وامتدّ لمسافة 128.2 كيلومتر، وضمن سباقات سباق الدراجات على الطريق للسيدات 2022.
فاز بالمركز الأول مارتا باستيانيلي، وبالمركز الثاني إيما نورسجارد يورجنسن، وبالمركز الثالث فلورتجي ماكايج.

## الفرق
| فرق سيدات عالمية (10)- Liv AlUla Jayco ‏ - EF Education–Tibco–SVB ‏ - FDJ–Suez ‏ - ليف ريسينغ 2022 ‏ - موفيستار للسيدات 2022 ‏ - فريق سنويب للسيدات 2022 ‏ - إس دي وركس 2022 ‏ - Lidl–Trek (women's team) ‏ - يو أي أيه تيم 2022 ‏ - فريق أونو إكس برو للدراجات للسيدات 2022 ‏ فرق دراجات قارية سيدات (14)- بيبينك 2022 ‏ - بنجوال شوفالمير-فان إيك سبورت 2022 ‏ - Ceratizit Pro Cycling ‏ - Cofidis Women Team ‏ - كوب هايتك بوردكتس 2022 ‏ - GT Krush Rebellease Pro Cycling ‏ - لي كول واهو 2022 ‏ - لوتو سودال للسيدات 2022 ‏ - مولتوم أكونتانتس 2022 ‏ - إن إكس تي جي ريسينغ 2022 ‏ - باركهوتل فالكنبورغ 2022 ‏ - بلانتور بورا 2022 ‏ - توب قيرلز فسى برتولو 2022 ‏ - فالكار ترافل سيرفس 2022 ‏ |  |
| |  |

## التصنيف العام النهائي
| التصنيف العام         | التصنيف العام               | التصنيف العام   | التصنيف العام             | التصنيف العام |
| العداء                | العداء                      | البلد           | الفريق                    | الوقت         |
| --------------------- | --------------------------- | --------------- | ------------------------- | ------------- |
| 1                     | مارتا باستيانيلي            | إيطاليا         | يو أي أيه تيم ‏            | 3 س 24 د 47 ث |
| 2                     | Emma Norsgaard              | الدنمارك        | موفيستار للسيدات ‏         | + 0 ث         |
| 3                     | فلورتجي ماكايج              | هولندا          | فريق سنويب للسيدات ‏       | + 0 ث         |
| 4                     | إيلينا سيتشيني              | إيطاليا         | إس دي وركس ‏               | + 0 ث         |
| 5                     | شيرين فان أنروي             | هولندا          | Lidl–Trek (women's team) ‏ | + 0 ث         |
| 6                     | Clara Copponi ‏              | فرنسا           | FDJ–Suez ‏                 | + 0 ث         |
| 7                     | Chantal van den Broek-Blaak | هولندا          | إس دي وركس ‏               | + 0 ث         |
| 8                     | Valerie Demey ‏              | بلجيكا          | ليف ريسينغ ‏               | + 5 ث         |
| 9                     | فايفر جورجي                 | المملكة المتحدة | فريق سنويب للسيدات ‏       | + 5 ث         |
| 10                    | لورينا ويبيس                | هولندا          | فريق سنويب للسيدات ‏       | + 32 ث        |
| مصدر: ProCyclingStats |                             |                 |                           |               |

## وصلات خارجية
- لمحة عن سباق أوملوب فان هيت هاجيلاند 2022 على موقع  ProCyclingStats   (برو  سايكلنج  ستاتس) - إحصاءات  محترفي  الدراجات.
- أوملوب فان هيت هاجيلاند 2022 على موقع إحصائيات الدراجات الإحترافية (الإنجليزية)